# Rubén Botta
Rubén Alejandro Botta Montero (San Juan, 1990. január 31. –) argentin labdarúgó, az olasz Bari játékosa. Rendelkezik olasz állampolgársággal is.

## Sikerei, díjai
- Pachuca
  - Liga MX – Clausura: 2016

- Bari
  - Serie C: 2021–22 (C csoport)